# Sopubia trifida
Sopubia trifida är en snyltrotsväxtart som beskrevs av Buch.-ham. och David Don. Sopubia trifida ingår i släktet Sopubia och familjen snyltrotsväxter. Inga underarter finns listade i Catalogue of Life.